# 妄人文明
妄人文明（わんにんぶんめい）は、日本のパフォーマンスグループ。
2003年、善戝和也を中心に当初は音楽セッションユニットとして集められるが、後に舞踏家の譱戝大輔とコンテンポラリーダンサーの石本華江が加入。音楽と踊りのジャンルを越えたパフォーマンスを繰り広げる。
2005年、ロシアとドイツで開催された暗黒舞踏ツアー「Mad in Japan」に参加し、日本を代表する舞踏家である玉野黄市や工藤丈輝らの音楽を担当する。それを皮切りに、以後タイやインドネシア、韓国といったアジアを中心に海外公演を行っている。
舞台公演と並行して、2006年よりパレードとショーを組み合わせた「ワンチンドン」を始めた。

## メンバー
- 善戝和也
- 石本華江
- 譱戝大輔
- 岩崎洋平
- 柏佐織里
- 筒井みづほ
- 坂井新
- 佐藤拓之
- 白井順也
- 土沢弘秀
- ヨッケ

## 主な公演
- 『妄人宿』2004年
- 『妄人迷子』2005年
- 『妄人電鉄』2006年
- 『妄人一家』2007年
- 『妄人飯』2008年

## ディスコグラフィー
- 『妄人畑』アルバム